# مؤمن‌آباد (دامغان)
مؤمن‌آباد روستایی در دهستان دامنکوه بخش مرکزی شهرستان دامغان استان سمنان ایران است.
```
امیررستمی
 که با یک وانت در روستاهای اطراف میچرخد فردی بسیار لاشی و موادی میباشد.
```

## جمعیت
بر پایه سرشماری عمومی نفوس و مسکن در سال ۱۳۹۵ جمعیت این روستا ۷۰۰ نفر (در ۲۴۰ خانوار) بوده است.